# Ilidža (Sanski Most)
Ilidža üdülőfalu Bosznia-Hercegovinában, a Bosznia-hercegovinai Föderáció Una-Szanai kantonjában, Sanski Most községben.

## Fekvése
Bosznia-Hercegovina északnyugati részén, Bihácstól légvonalban 73, közúton 99 km-re keletre, Sanski Most központjától légvonalban 12, közúton 15 km-re délkelete, a Szana jobb partján fekszik. Az Ilidža Ključ és Sanski Most között félúton, Vrhpolje településtől 3,5 kilométerre fekvő fürdőhöz több mint 700 méter kavicsos úton lehet behajtani, maga a fürdő pedig egy keskeny völgy közepén, a dombok között rejtőzik.

## Népessége
| Nemzetiségi csoport | Népesség 1991 | Népesség 2013 |
| ------------------- | ------------- | ------------- |
| Szerb               | 248           | 3             |
| Bosnyák             | 0             | 0             |
| Horvát              | 1             | 0             |
| Jugoszláv           | 0             | 0             |
| Egyéb               | 0             | 0             |
| Összesen            | 249           | 3             |

## Története
A termálvizek emberi egészségre gyakorolt jótékony hatásait már az ókorban használták ezeken a területeken, amikor az ókori rómaiak két évezreddel ezelőtt gyógyvizeket és gyógyfürdőket használtak az izületi betegségek kezelésére. A római korban nyíltak meg az első gyógyfürdők, melyeket a társadalom tehetősebb rétegei élveztek, de római légiósok is használtak, akik húsz év katonai szolgálat után gyógyvízzel kezelték a veteránok sebeit, betegségeit.
A törökök érkezésével ezekre a területekre a különféle reumás betegségekben és sérülésekben szenvedő betegek a hideg bosnyák tél miatt kerestek gyógymódot a meleg forrásoknál és gyógyfürdőknél, amelyeknek az Ilidže nevet adták. A név a török „ilaç” főnévből származik, ami gyógyító szert jelent. A gyógyfürdőkbe való kirándulás egykor igazi kaland volt. Az emberek lovas kocsikon utaztak makadám utakon, szerény bérházakban aludtak, és fogadókban étkeztek. Az egészséget a népi gyógyászatban keresték, amelyek alapvetően a természetből származó készítményeken alapuló kezelések voltak.
Amikor eljött az Osztrák–Magyar Monarchia időszaka, a katonákkal szakemberek is jöttek, akik a boszniai hegyekben, erdőkben, ércekben, vizekben és egyéb természeti értékekben látták a szunnyadó boszniai gazdaság gyorsabb gazdasági fejlődésének lehetőségét. Így hát beutazták Boszniát, regisztrálták az összes ásványi és termálforrást, és vegyi és egyéb elemzéseket készítettek. Az akkoriban uralkodó természetes kezelési mód ihlette a híres német orvost, Sebastian Kneippet, hogy tudományosan megalapozza a modern természetgyógyászat és élet filozófiáját, amely ma számos gyógyfürdőben wellness- és fürdőajánlatokban testesül meg. Amit az emberek évszázadokon át tapasztaltak és dícsértek, azt a szakemberek elemzéseikkel igazolták. Sanska Ilidža a Bihács melletti Gata Ilidžával együtt egyedülálló gyógyforrás a reuma, sőt a legsúlyosabb esetek kezelésére is. Ezt követően nyitották meg a Szarajevó melletti a híres Ilidža fürdőhelyet is, ahol a monarchia legmagasabb királyi és birodalmi tisztviselői fürödtek. Ahol volt lehetőség, máshol is nyitottak gyógyfürdőket. Mára több száz jó és gyógyító gyógyfürdő található Bosznia-Hercegovinában. Özönlöttek hozzájuk a háború veteránjai és rokkantai, valamint különféle gyógytornára és rehabilitációra szoruló betegek. Tito idejében a szakemberek mindent újra megvizsgáltak, megfúrták a talajt, tanulmányokat, projekteket készítettek a modern fürdőkről, de mindez Krajinában elmaradt. Így a víz kihasználatlanul folyt el, és ezzel együtt eurómilliók vesztek el.
Ilidža a boszniai háború előtt szerény gyógyközpont volt, amelyet szezonálisan, alkalmatlan létesítményekkel használtak, majd 1989-ben megvalósult a Sansko Ilidža Turisztikai és Rekreációs Központ beruházási programja, melynek része egy 215 férőhelyes létesítmény megépítése volt, amely egy 5140 négyzetméteres központot és 2650 négyzetméter terápiás-rekreációs részt tartalmazott. A beruházás célja az volt, hogy a víz egész évben az egészségügy, a rekreáció, az egészségturizmus, valamint a megelőzés és rehabilitáció különböző formái szolgálatába álljon. Sanska Ilidža átélte a privatizáció traumáját, az első tulajdonos egy ambiciózus projekttel indult, amiből végül nem lett semmi. Jelenleg egy új tulajdonos kezeli, aki szállásokba és vendéglátó létesítményekbe fektet be. A telken szabadtéri medence található, amelyet a háború utáni időszakban használtak. A forrásból rendkívül meleg víz folyik, mely nagyon hatékony, baneológiailag orvosilag igazolt és három intézmény által hitelesített. A víz fizikai és kémiai tulajdonságainak elemzése alapján a víz enyhén radioaktív, ritka ásványi anyagokat tartalmaz, ami különösen gyógyító hatású.

## Nevezetességei
A „Sanska Ilidža” egy jól ismert termálvizes gyógyfürdő, amelyet tíz éve privatizáltak, hegyvidéki környezetben, természettel és sűrű erdőkkel körülvéve. Ilidža falu termálvízforrásai kénben gazdagok, és a szakemberek megállapították, hogy ez a víz nagyon gyógyító tulajdonságokkal rendelkezik a reumás betegségek kezelésében. A fürdőben ma egy nagy és jól szervezett rekreációs részleg, egy 25x12,5-es szabadtéri rekreációs medence, két 24m2 alapterületű fedett térápiás medence, az egyik férfi, a másik női, egy gyógyterápiás részleg és egy vendéglátó részleg található.